# تودشک
تودِشک مرکز بخش تودشک شهری از توابع این بخش در شهرستان کوهپایه استان اصفهان ایران است.
این شهر در شمال شهرستان ورزنه قرار دارد.
این شهر در سال ۱۳۸۵ خورشیدی جمعیتی برابر با ۳٬۹۴۰ نفر داشته‌است. شهرداری این شهر در سال ۱۳۸۰ خورشیدی تشکیل شد.

## تاریخچه
نقاط تودشک و تودشکچویه به علت قرارگیری در کنار همدیگر دارای پیشینه تاریخی و فرهنگ یکسان می‌باشند. لغت تودشک در زبان فارسی قدیم پارسیک به معنای دژ یا قلعه بوده  تلفظ آن تودِشک و نگارش  آن Toudeshk است. لغت تودِشکِچویه به معنای تودشک کوچک می‌باشد. منشأ پیدایش نقاط تودشک و تودشکچویه کاملاً مشخص نیست ولی سابقه نقاط مزبور بسیار طولانی بوده بطوریکه ساختار و معماری موجود در شهر تاریخ منطقه را به زمان پیش از میلاد می‌رساند این پیشینه با بررسی گویش، نوع کشاورزی و زندگی مردم این ناحیه به‌وضوح مشخص می‌باشد؛ وجود مدارک در اطراف شهر بیانگر ارتباط قوی مردم این منطقه با کرمان، شیراز، نائین، یزد و زابل است. همچنین بهاء الدین پدر خواجه شمس الدین محمد بن بهاء الدین محمد حافظ شیرازی شاعر و غزلسرای بزرگ سدهٔ هشتم ه‍.ق ایران تاجر و از اهالی تودشک یا تودشکچویه بوده است.

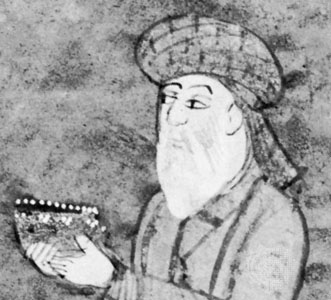
تصویر چهرهٔ حافظ در نسخه‌ای خطی از دیوان حافظ که در موزه لندن نگهداری می‌شود

بدنبال شکل‌گیری نقاط ذکرشده مزارع صادق آباد، مزرعه نو و مزرعه کهنه و رجان به عنوان مراکز فعالیت کشاورزی شکل پذیرفته‌اند. روند توسعه نقاط تودشک و تودشکچویه شامل دو بخش قدیم و جدید میشود بخش قدیمی بافت با سابقه‌ای را تشکیل می‌دهد و بخش جدید سابقه کمتری دارد. در نقاط نامبرده بافت جدید شامل محله‌هایی است که عمدتاً در سال‌های پس از انقلاب شکل گرفته‌است و می‌توان به محله نوبنیاد جنوب غربی تودشک و محله نوبنیاد شمال غربی تودشکچویه اشاره کرد. وجود اراضی بایر در جنوب غربی تودشک و در شمال غربی تودشکچویه زمینه توسعه مناسب را فراهم نموده و شکل‌گیری محله نوبنیاد در جنوب غربی تودشک همچنین واگذاری قطعات زیادی از پلاک‌های مسکونی به متقاضیان و مستقرشدن برخی از آن‌ها به خوبی توسعه فیزیکی تودشک را به سمت جنوب غربی نشان می‌دهد. همچنین شکل‌گیری واحدهای خدماتی و منازل مسکونی با تصرف اراضی بایر شمال شرقی تودشکچویه و تشکیل محله نوبنیاد زمینه‌سازی‌های توسعه آن را به سمت شمال شرقی آشکار میکند. سایر نقاط تودشک به علت توسعه اندک کالبدی و فیزیکی از تقسیم‌بندی قابل توجهی برخوردار نیستند.

## موقعیت جغرافیایی
شهر تودشک در بخش تودشک از شهرستان کوهپایه و در فاصله ۹۰ کیلومتری شرق مرکز استان اصفهان قرار دارد. این شهر در سال ۱۳۸۰ از تلفیق نقاط تودشک، تودشکچویه، صادق آباد، رجان، مزرعه نو و مزرعه کهنه و دهکده‌های کوچک‌تر در منطقه (قندی، انگرود، انجیران و لاگزی) شکل پذیرفت. تودشک در امتداد محور ارتباطی اصفهان–نائین قرار دارد وسایر نقاط سکونتگاهی در جنوب محور ارتباطی با فاصله ۵۰۰ متر تا یک کیلومتر نسبت به همدیگر استقرار دارند. این شهر در سمت شرقی شهرستان کوهپایه قرار گرفته‌است از طرف شمال به شهرستان اردستان، از شرق به شهرستان نائین و استان یزد، از جنوب به شهرستان های ورزنه و هرند و به دهستان جبل محدود می‌شود. این محدوده در عرض جغرافیایی ۳۲ درجه و ۲۳ دقیقه و ۳۲ درجه و ۴۹ دقیقه و طول جغرافیایی ۵۲ درجه و ۳۱ دقیقه تا ۵۲ درجه طول شرقی قرار گرفته‌است. گسترهٔ کنونی تودشک از ارتفاع ۱۹۹۰ تا ۲۱۰۰ متری از سطح دریا امتداد یافته‌است مرکز آن شهر تودشک می‌باشد که در ۲۰ کیلومتری شهر کوهپایه در موقعیت ۳۲ درجه و ۴۲ دقیقه عرض شمالی و همچنین ۵۲ درجه و ۴۰ دقیقه طول شرقی از نصف النهار گرینویچ در کنار جاده ترانزیت اصفهان، به پنج استان جنوب و جنوب شرقی کشور قرار دارد. بر این اساس به‌طور مستند می‌توان گفت از لحاظ موقعیت جغرافیایی شهر تودشک تقریباً در مرکزی‌ ترین نقطه نقشه کشور ایران قرار گرفته‌است.

## آب و هوا
این منطقه دارای آب و هوایی نیمه صحرایی است بر اساس آمار منتشر شده از ایستگاه هواشناسی شهر ورزنه در بین سال‌های ۱۳۶۹–۱۳۶۰ میانگین حداکثر دما ۳۷ درجه سانتیگراد بالای صفر و میانگین حداقل دما ۶/۵ درجه سانتیگراد زیر صفر می‌باشد. میانگین حداقل دما ۷/۶ درجه سانتیگراد و میانگین حداکثر دمای سالیانه ۶/۲۴ درجه است 
- میزان بارندگی: متوسط میزان بارندگی ۵/۶۸ میلی‌متر است که حداکثر آن در ماه دسامبر برابر با ۵/۱۳ میلی‌متر می‌باشد و ماه‌های ژوئن و ژوئیه و اوت ماه‌های بدون بارندگی و خشک محسوب می‌شوند. تعداد روزهای بارانی کمتر از ۱ میلی‌متر در روز به تفکیک فصول مختلف سال عبارت‌اند از:
  - زمستان ۶ روز / بهار ۶ روز /تابستان صفر / پاییز ۲ روز.
  - تعداد روزهای بارانی بیشتر از ۱۰ میلی‌متر در زمستان ۲ روز، بهار ۱ روز، تابستان صفر و پاییز ۱ روز است که در مجموع ۴ روز می‌باشد.
- نم نسبی: متوسط سالانه نم نسبی ۷/۳۳ درصد، متوسط حداقل در ماه ژوئن برابر با ۸/۲۰ درصد و حداکثر در ماه ژوئیه (دیماه) برابر با ۸/۵۵ درصد می‌باشد.
- باد: باد غالب منطقه بادهای غربی است که در تابستان جهت شرقی و آرام پیدا می‌کند؛ و بدون تأثیر در منطقه نمی‌باشد.
- یخبندان: تعداد روزهای یخبندان برابر با ۱۱۱ روز، در ماه دسامبر ۵/۲۸ و ۵ ماه سال را شامل می‌شود.

## راه‌های ارتباطی
مهم‌ترین محور ارتباطی که با عنوان ریسمانی تمام سکونت گاه‌ها را از گذشته تا به امروز به همدیگر پیوند می‌دهد محور ارتباطی اصفهان–نائین است. این محور از مرکز منطقه گذشته و سکونتگاه‌های شمالی و جنوبی را به همدیگر ارتباط می‌دهد. جاده جشوقان که از سمت جنوب و در کنار شهر تودشک به محور ارتباطی وصل می‌شود دومین محور ارتباطی است. طول این محور از شهر تودشک به سمت جنوب تا جشوقان ۷ کیلومتر است. بخش‌هایی از این محور دوم در امتداد نخستین راه ماشین رو اصلی بین تهران-بندرعباس ساخته شده‌است.
جاده جندابه به شهر تودشک نیز به عنوان یک محور ارتباطی دیگری است که سکونتگاه‌های روستایی دولت‌آباد، آبچویه، برز آباد، خیرآباد، جندابه، جلال‌آباد، کی، دستگرد و باقرآباد را به شهر تودشک ارتباط می‌دهد. طول این محور از آخرین روستایی که در حوزه نفوذ تودشک می‌باشد تا شهر حدود ۱۰ کیلومتر است. این محور در ادامه مسیر خود به جاده‌های فرعی روستایی و مسیرهای جیپ رو ختم می‌شود. محور فرعی دیگری در شمال شهر تودشک وجود دارد که سکونتگاه‌های روستایی دستگرد، وج، بادافشان و حسن‌آباد را به محور ارتباطی اصلی یعنی جاده اصفهان–نائین ارتباط می‌دهد، این محور در کنار روستای یزد آباد به جاده می‌پیوندد. سایر آبادیها و سکونتگاه‌های پیرامونی از طریق محورهای ارتباطی خاکی که محور ارتباطی اصلی و شهر ارتباط می‌یابند.

## مردم‌شناسی
شهر تودشک با جمعیت ۳۷۴۶ نفر در سال ۱۳۸۵ در شهرستان کوهپایه استان اصفهان قرار دارد. از لحاظ جمعیتی در اکثر نقاط دنیا پراکنده شده‌اند و به مشاغل گوناگون اشتغال دارند. از نقش های مورد استفاده در قالیبافی سبک نائین، اصفهان، کاشان و تبریز با مواد و الیاف مرغوب از جنس ابریشم می‌باشد. آثار بی نظیری از سال‌های دور توسط هنرمندان این شهر خلق شده و در حال حاضر در موزه‌های مهم دنیا از این آثار نفیس نگهداری می‌شود.
شاید یکی از بهترین مدارک مستند موجود در باب مردم‌شناسی مردم تودشک در دهه ۱۳۳۰ شمسی، خاطرات هوشنگ گلشیری باشد. وی زندگی کوتاه در کنار مردم تودشک را سرآغاز نقطه عطف زندگی روشنفکرانه و ادبی خود می‌داند. او در بخشی از «هوشنگ گلشیری از زبان خودش» اینطور می‌نویسد:
همه‌جا دربارهُ من نوشته‌اند که با شعر شروع کرده‌است. قضاوت‌ها براساس آثار چاپ شده‌است. حقیقت این است که حداقل دو کار چاپ نشده و بسیار خام هنوز هم دارم که باید مال سال ۳۷ باشد، یعنی وقتی که در دفتر اسناد رسمی کار می‌کردم. پس از گرفتن دیپلم، معلم شدم، در دهی دورافتاده در سرراه اصفهان به یزد. یک سالی در تودشک و بعد مرکز آن ناحیه، کوهپایه، گذراندم که برای من بسیار راهگشا بود. با آدمی آشنا شدم که جدیدترین رمان‌های چاپ شده را می‌خواند و به من هم می‌داد: مصطفی‌پور که از سویی با بهرام صادقی آشنا بود و از سوی دیگر خود هم می‌نوشت. این آدم همان وقتها هم معتاد بود و حرام شد. اما همین آشنایی سبب شد تا من مستقیماً به پیشروترین روشنفکران زمانه وصل شوم، آن هم از راه مطالعه.
امروزه، مهاجرین تودشکی در مراکز مختلف مشغول به تحصیل یا فعالیت در امور اقتصادی، علمی و سیاست می‌باشند. به دلیل عدم وجود آب کافی برای رونق اقتصاد کشاورزی و کافی نبودن درآمد صنایع دستی و قالیبافی، جوانان تودشک از دوره قاجار به تدریج به نواحی مختلف مهاجرت نموده‌اند. ابتدا اصفهان، تهران و کرمان به دلیل صنعتی بودن وجود جاذبه‌های کاری و استخدامی در معادن و صنایع و در دوره پهلوی و پس از انقلاب اسلامی به کشورهای آمریکایی و اروپایی برای تحصیل و کسب موقعیت‌های اجتماعی و رفاهی بهتر. به عنوان مثال، از مقاصد مهاجرت مردم شهر در ایالات متحده آمریکا منطقه شهر دالاس و حومه آن واقع در ایالت تگزاس می‌باشد. تعداد زیادی مهاجر تودشکی الاصل و بستگان نسل دومشان در این منطقه مقیم هستند.
از فامیل‌های اصیل تودشک می‌توان به تودشکی، زارعی تودشکی، اعتمادی تودشکی، رضائی تودشکی، حسینی تودشکی، محمدی تودشکی، کنعانی تودشکی، یوسفی تودشکی، عباسی تودشکی، حمامی تودشکی، قاسمی تودشکی، قاسمی تودشکچو، فیروزی تودشکی، حیدری تودشکی، مردانیان تودشکی، اکبری تودشکی، نام برد. همچنین اقوام سلطانی، مستوفی، علویپور رفسنجانی، قاسم‌زاده، العکراوی، ترابی، باقری، قاسمی زاده شفیعی تودشکی به‌تدریج از دوران حکومت صفویان در زمان پایتختی اصفهان بین سال‌های ۸۸۰ تا ۱۱۱۱ خورشیدی تاکنون به این شهر مهاجرت نموده و این منطقه خوش آب و هوا را برای سکونت انتخاب نموده‌اند.
همچنین در دوره اشغال ایران پس از وقوع جنگ جهانی اول در نیمهٔ اول صفر ۱۳۳۳ قمری تعدادی از تجار و بازرگانان برای حفظ کشور و ناموس خود از چنگ دولت‌های انگلیس و روسیه و در امان ماندن از خطر تجاوز شهر تودشک را که تنها منطقه داری ثبات در این دوره تاریخی بود برای سکونت انتخاب نمودند.
جمعیت شهر تودشک در سال ۱۳۷۵، ۳۷۲۳ نفر در قالب ۸۹۳ خانوار بوده‌است که در سال ۱۳۸۱ این جمعیت به ۴۱۲۴ نفر در قالب۱۰۳۱ خانوار رسیده‌است. در سال‌های بسیار دور دین این منطقه زردتشتی بوده که حدود قرن ششم هجری قمری اسلام با مهاجرت اقوام مختلف برای سطح زندگی بهتر و بازرگانی به تدریج وارد این منطقه شده و با ازدواج در منطقه مستقر شدند. دین اکثریت مردم اسلام و مذهب شیعه است. در دوران جنگ ایران و عراق ۴۰ نفر از اهالی تودشک کشته و تعدادی معلول شدند. زبان مردم تودشک علاوه بر زبان فارسی به گویش نائینی از زبان های ایران مرکزی است که با گویش معیار فارسی تا حدودی متفاوت است، و ریشه در زبان باستان پهلوی دارد سخن می گویند.

## جمعیت
بررسی جمعیت نقاط سکونتگاهی منطقه از سال ۱۳۳۵ الی ۱۳۷۵ بر اساس آمارهای رسمی مد نظر قرار گرفته‌است. در شهر شصت نقطه سکونتگاهی قرار دارد که در یک جمع‌بندی ویژگی جمعیتی آن‌ها به صورت جدول زیر مورد بررسی قرار گرفته‌است. سال ۱۳۳۵ – ۴۶۴۶ نفر، سال ۱۳۴۵–۵۷۲۳ نفر، سال ۱۳۵۵ – ۵۹۴۵ نفر، سال ۱۳۶۵ – ۷۴۲۶ نفر، سال ۱۳۷۵ – ۹۱۴۹ نفر
روند تحولات جمعیت نقاط سکونتگاهی شهرستان تودشک نشان می‌دهد که ضریب ماندگار جمعیت در کلیه دوره‌های مورد بررسی بالاتر از ۱۰۰ نفر بوده‌است به نحوی که این روند برای دهه ۴۵–۱۳۳۵، ۱۲۳ درصد، دهه ۵۵ تا ۱۳۴۵، ۱۰۳ درصد، دهه ۶۵–۱۳۵۵، ۱۲۵ درصد و دهه ۷۵–۱۳۶۵ برابر با ۱۲۳ درصد بوده‌است.
بالا بودن ضریب ماندگاری جمعیت نشان می‌دهد که اولاً جمعیت دوره قبلی سرشماری شده در شهر باقی‌مانده و ثانیاً جمعیت مازاد دوره‌های بعدی نیز تا حدودی تثبیت شده‌است؛ که میزان ظرفیت تثبیت جمعیت با عنایت به بالاتر بودن ضریب، نسبت به عدد ۱۰۰ قابل تحلیل است.

## زمین‌شناسی و آب‌شناسی

### زمین‌شناسی
زمین‌شناسی منطقه تودشک تابع سامانه زمین‌ساختی محور ارومیه-دختر از تقسیمات ایران مرکزی می‌باشد. از خصوصیات بارز این محور وجود کمربند آتشفشانی دوره میوسن می‌باشد. با توجه به جنس منطقه دارای حداقل نفوذپذیری است. برای ذخیره‌سازی رواناب در بالا دست باید مقاطع مناسب را در منطقه مشخص نمود و در استخر‌ های ذخیره‌ای که با بندهای مشخص و سر ریزها معین بوده و گنجایش حدود یکصد هزار متر مکعب را داشته باشد می‌تواند احداث کرد.

### متغیرهای آب‌شناختی
منطقه مورد مطالعه در دامنه‌های غربی رشته کوه‌های آتش‌فشانی باروند شمال غربی–جنوب شرقی ارومیه–دختر واقع شده‌است. وجود این ارتفاعات سبب به تله انداختن ابرهای باران‌زای غربی شده و به همین علت میزان بارش در این قسمت با افزایش ارتفاع زیاد شده و این مزیت بزرگی است نسبت به دشت‌ های اصفهان که هر چه از سمت غرب به طرف شرق پیش برویم میزان بارش کم می‌شود.

### ساختار کشاورزی

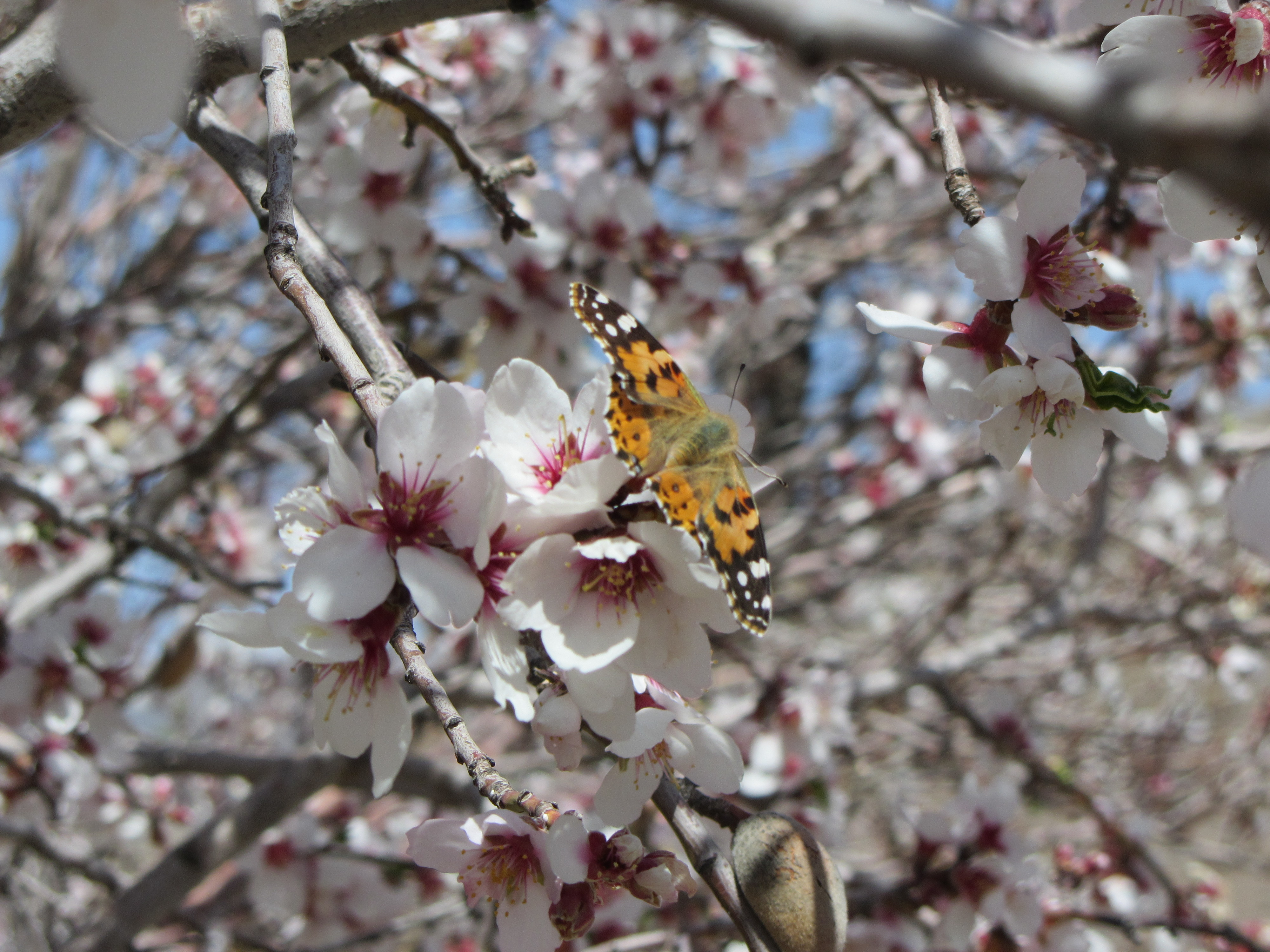
شکوفهٔ بادام در نوروز ۱۳۹۲، آبادی عطرافشان اصفهان